# Nickel(II) amide
Nickel(II) amide là một hợp chất vô cơ có nguồn gốc từ amonia với công thức hóa học Ni(NH2)2, tinh thể màu đỏ, phản ứng với nước.

## Điều chế
Phản ứng của nickel(II) thiocyanat và kali amide hòa tan trong amonia lỏng sẽ tạo ra kết tủa:
{\displaystyle {\mathsf {Ni(SCN)_{2}+2KNH_{2}\ \xrightarrow {} \ Ni(NH_{2})_{2}\downarrow +2KSCN}}}

## Tính chất vật lý
Nickel(II) amide tạo thành tinh thể màu đỏ thuộc hệ tinh thể lập phương, nhóm không gian P m3, các hằng số a = 1,0825 nm, Z = 18.
Nó có thể tồn tại dưới dạng hexame Ni6(NH2)12.
Nó không tan trong amonia lỏng, nhưng có thể tạo phức.

## Tính chất hóa học
- Nó phản ứng với nước:[1]

{\displaystyle {\mathsf {Ni(NH_{2})_{2}+2H_{2}O\ \xrightarrow {} \ Ni(OH)_{2}+2NH_{3}\uparrow }}}
- Nó bị phân hủy ở 120 °C (248 °F; 393 K):[1]

{\displaystyle {\mathsf {3Ni(NH_{2})_{2}\ \xrightarrow {120^{o}C} \ Ni_{3}N_{2}+4NH_{3}\uparrow }}}

## Ứng dụng
Nó được sử dụng trong quá trình tổng hợp nickel(II) nitride.

## Hợp chất khác
Ni(NH2)2 còn tạo một số hợp chất với NH3, như Ni(NH2)2·2NH3 là tinh thể hình kim màu đỏ.